# 凤泉站 (韩国)
鳳泉站（：／ Bongcheon yeok */?）是位于韩国全罗北道任实郡獒樹面的一个车站，属于全罗线。

## 历史
- 1965年6月21日 - 落成使用。

## 相鄰車站
韓國鐵道公社
全羅線
任實－鳳泉－獒樹